# TTC 1946 Weinheim
Der TTC 1946 Weinheim ist ein Tischtennisverein aus Weinheim in Baden-Württemberg. Der Verein ist insbesondere für dessen Damenmannschaft bekannt, die seit 2021 in der Damen Tischtennis-Bundesliga spielt und in der Saison 2024/25 Deutscher Meister wurde.
Die 1. Herrenmannschaft spielte 2024/25 in der Regionalliga Südwest.

## Geschichte
Die Damenmannschaft stieg von 2011 bis 2017 sechsmal in Folge auf und erreichte so die 2. Bundesliga. Hier stand sie 2019 auf einem Aufstiegsplatz. Man verzichtete aber auf den Aufstieg in die Bundesliga, weil bisher bei Heimspielen die Damen- und die Herrenmannschaft (3. BL) gemeinsam auftraten, solche Parallelspiele in der 1. BL aber nicht zugelassen sind, was das Sportgericht auch bestätigte. Den Aufwand für die zusätzlichen Termine konnte der Verein nicht bewältigen.
2021 nahm man aber das Aufstiegsrecht wahr.

## Erfolge
- 2025: Deutsche Meisterschaft mit Liu Weishan, Chien Tung-Chuan, Cheng Hsien-tzu, Yuan Wan, Ece Harac und Mateja Jeger